# Condado de la Revilla
El condado de la Revilla es un título nobiliario español de carácter hereditario que fue concedido el 29 de enero de 1619 por Felipe III de España a favor de Alonso de Velasco y Salinas, IX señor de La Revilla y caballero de la Orden de Santiago, en agradecimiento por sus servicios prestados a la Corona, después de haber sido embajador en el Reino Unido y otros cargos.
Su denominación, hace referencia a la localidad de La Revilla, en la provincia de Burgos (Castilla y León).

## Historia de los condes de la Revilla
- Alonso de Velasco y Salinas (m. 13 de julio de 1620), I conde de la Revilla,[1] veedor general de los ejércitos y armadas españolas y del Reino de Portugal, gentilhombre de la casa del rey Felipe II, mayordomo mayor del príncipe Filiberto de Saboya, embajador en Inglaterra, caballero de la Orden de Santiago, IX señor de La Revilla, de San Juan de Porres, de San Julián, etc.[2] Era hijo de Pedro de Velasco (m.1598), VIII señor de la Revilla, caballero de la Orden de Santiago, y de su primera esposa, Juana de Salinas.[2]

Casó, en 1576, con su prima, Casilda de Velasco (m. 1604), señora de Ungo. Le sucedió su hijo:
- Pedro Fernández de Velasco y Velasco (m. 1636), II conde de la Revilla,[4] corregidor y justicia mayor de Toledo, caballero de la Orden de Santiago.

Casó, en 1609, con su prima hermana, Ana de Velasco y Velasco, hija de Rodrigo Velasco y Rada y de Ana de Velasco y Salinas, hermana del I conde de la Revilla. Le sucedió su hijo:
- Alonso Fernández de Velasco y Velasco (m. 1672), III conde de la Revilla,[6] alcalde y justicia mayor de Madrid, caballero de la Orden de Santiago y de la Orden de Alcántara, mayordomo mayor del infante Fernando de Austria, gentilhombre de cámara del rey Felipe IV y capitán principal de la compañía de hombres y armas de las guardas viejas de Castilla.[6]

Casó, en primeras nupcias en 1632, con Nicolasa Hurtado de Mendoza y Cárdenas (m. 1649) y en segundas con María Enríquez de Sarmiento. Le sucedió su hijo del primer matrimonio:
- Antonio de Velasco Manrique de Mendoza Acuña y Tejada (m. 20 de septiembre de 1676), IV conde de la Revilla,[6] X duque de Nájera,[7] XIII conde de Valencia de Don Juan, duque de Maqueda, marqués de Elche, IV marqués de Belmonte, VIII marqués de Cañete,  XII conde de Treviño y caballero de la Orden de Santiago.[6]

Contrajo un primer matrimonio el 19 de junio de 1666 con Isabel de Carvajal, hija de Miguel de Carvajal, III marqués de Jodar. Casó en segundas nupcias el 19 de abril de 1668 con María Micaela de Tejada Mendoza y Borja. Le sucedió su hijo del segundo matrimonio:
- Francisco Miguel Manrique de Velasco (m. 11 de julio de 1678), V conde de la Revilla,[6] XI duque de Nájera,[8] VI marqués de Belmonte, IX marqués de Cañete, XIV conde de Valencia de Don Juan y XIII conde de Treviño.[6] :: Soltero, le sucedió su hermana:[6]

- María Nicolasa Manrique de Mendoza Velasco Acuña y Manuel (1672-1709), VI condesa de la Revilla,[6] XII duquesa de Nájera[9] X marquesa de Cañete, XIV condesa de Treviño, VII marquesa de Belmonte y XV condesa de Valencia de Don Juan.[10]

Casó el 6 de junio de 1687 con Beltrán Vélez de Guevara, general de las galeras de Sicilia, Nápoles y España hijo de los condes de Oñate. Le sucedió su hija:
- Ana Micaela Guevara Manrique de Velasco (1691-12 de mayo de 1729), VII condesa de la Revilla,[11] XIII duquesa de Nájera,[9] VIII marquesa de Belmonte, XI marquesa de Cañete, XV condesa de Treviño y XVI condesa de Valencia de Don Juan.

Casó en primeras nupcias el 16 de mayo de 1714 con Pedro Antonio de Zúñiga y Sotomayor (m. 13 de julio de 1721) Contrajo un segundo matrimonio en 1722 con José Osorio de Moscoso y Aragón (m. 1725). Casó en terceras nupcias en 1727 con Gaspar Portocarrero y Bocanegra (m. 1730), VI conde de Palma del Río y VI marqués de Almenara.
Le sucedió en 1729 su hijo del tercer matrimonio:
- Joaquín María Portocarrero y Manrique de Guevara (1728-17 de marzo de 1731), VIII conde de la Revilla,[11] XIV duque de Nájera,[9] XVII conde de Valencia de Don Juan, VII conde de Palma del Río, XVI conde de Treviño, VII marqués de Almenara y XII marqués de Cañete.

Sin descendencia, a su muerte el condado de Revilla pasó a la rama de Juan Antonio Fernández de Velasco, hermano del III conde.
- María Fernández de Velasco y Reguer (m. 1732), IX condesa de la Revilla.[12]

Casó, en 1686, con José de Marimón y Corbera, II marqués de Serdañola y gobernador general de Cataluña en 1714. Sucedió su hijo:
- Juan Antonio de Marimón y Fernández de Velasco (m. 1756), X conde de la Revilla[13] y  III marqués de Serdañola.

Casó, en 1733, con Josefa Boil de Arenós Figuerola, VI marquesa de Boil, IX baronesa de Náquera, baronesa de Borriol. Sucedió su hijo:
- José Antonio de Marimón y Boil Arenós (m. 1793), XI conde de la Revilla,[14]  VII marqués de Boil, IV marqués de Serdañola, X barón de Náquera, barón de Borriol y caballero de la Orden de Carlos III.[14]

Casó, en 1771, con Josefa Rabassa de Perellós y Lanuza, hija de los marqueses de Dos Aguas, hermana del conde de Albatera y nieta de los condes de Plasencia. Sucedió su hijo:
- José de Marimón y Rabassa-Perellós (m. 1832), XII conde de la Revilla,[14] marqués de Serdañola, marqués de Boil, marqués de Dos Aguas, barón de Náquera, barón de Borriol, capitán de la compañía de granaderos realistas y general de Infantería.[14]

Casó con Cristina Belvis de Moncada. Sin descendencia, sucedió su hermano:
- Juan María de Marimón y Rabassa-Perellós (1795-1838), XIII conde de la Revilla,[14] IX marqués de Boil, VI marqués de Serdañola,  XII barón de Náquera, barón de Borriol, maestrante de Valencia y general de brigada de infantería.[15]

Casó, en 1818, con María Dolores Queri y Peñafiel. Sucedió su hija:
- María Dolores de Marimón y Queri (m. 8 de octubre de 1865),[17] XIV condesa de la Revilla,[18] IX condesa de Plasencia, grande de España, VIII condesa de Albatera, VI marquesa de Serdañola, X marquesa de Boil, marquesa de Dos Aguas y XIII baronesa de Náquera.[19]

Casó, en 1841, con José María de Arróspide y Chascó (m.1865), coronel de caballería del regimiento de Borbón.  Le sucedió su hijo:
- José María de Arróspide y Marimón (1842-25 de octubre de 1893),[17] XV conde de la Revilla,[20] X conde de Plasencia, grande de España,[17] VI marqués de Serdañola, marqués de Boil, conde de Albatera, maestrante de Zaragoza, caballero de a Orden de Santiago, gentilhombre de cámara de rey y diputado a Cortes.[20]

Casó, el 8 de diciembre de 1867, con María Isabel Álvarez de Villamañán y Montes, II duquesa de Castro-Enríquez, grande de España, y marquesa de Valderas, hija de Ángel Juan Álvarez de Villamañán y Alonso, hermano de la I duquesa de Castro-Enríquez, y de Susana de Montes y Bayón. Sucedió su hijo:
- Francisco de Paula de Arróspide y Álvarez de Villamañán (m.1938), XVI conde de la Revilla,[21] XIII barón de Náquera, caballero de la Orden de Santiago, maestrante de Zaragoza y correo mayor de as Indias.[21]

Casó, en 1919, con María de los Desamparados y Zubiaurre e Iturzaeta. Sucedió su hijo:
- Francisco de Paula de Arróspide Zubiaurre (m. 2002), XVII conde de la Revilla,[21] XIV barón de Náquera, maestrante de Zaragoza.

Casó, en 1953, con Carmen Ruiz de Arana y Montalvo, hija de los marqueses de Castromonte y de Brenes, grandes de España. Sucedió su hijo:
- Francisco de Paula de Arróspide y Ruiz de Arana (m. Valencia, 12 de septiembre de 2018[22]), XVIII conde de la Revilla,[23] maestrante de Zaragoza, caballero de justicia de la Sagrada Orden Militar Constantiniana de San Jorge, caballero del Real Cuerpo de la Nobleza de Madrid y de la Valenciana, hidalgo a fuero de España.[23]

Casó, en 1988, con Isabel Baselga y Cantal.  Sucedió su hijo en 2020:
- Francisco de Paula Arróspide y Baselga (n. 1992),[23] XIX conde de la Revilla.[24]